# Pinggu
Pinggu léase Ping-Ku (en chino simplificado, 平谷区; pinyin, Pínggǔ qū) es uno de los 16 distritos de la ciudad de Pekín, República Popular China. Localizado al este de la ciudad, su superficie es 950 km² y su población es de 410.000.
Su suelo es excelente para el cultivo de melocotón.
Este distrito fue construido en 195 a.c..

## Administración
El distrito de Pinggu se divide en 18 pueblos que se administran en 2 subdistritos, 14 poblados y 2 aldeas:
- Poblado pínggǔ 平谷镇
- Poblado yù kǒu dìqū 峪口地区（镇）
- Poblado mǎ fang dìqū 马坊地区（镇）
- Poblado jīnhǎi hú dìqū 金海湖地区（镇）
- Poblado dōng gāo cūn 东高村镇
- Poblado shāndōng zhuāng 山东庄镇
- Poblado nán dú lè hé 南独乐河镇
- Poblado dà huàshān 大华山镇
- Poblado xià gè zhuāng 夏各庄镇
- Poblado mǎ chāng yíng 马昌营镇
- Poblado wáng xīn zhuāng 王辛庄镇
- Poblado dàxīng zhuāng 大兴庄镇
- Poblado liú jiā diàn 刘家店镇
- Poblado zhèn luō yíng 镇罗营镇
- Subdistrito Xìnggǔ 兴谷街道
- Subdistrito bīnhé 滨河街道
- Aldea Xióng er zhài 熊儿寨乡
- Aldea huáng sōng yù 黄松峪乡

## Ciudades hermanas
- Este distrito está hermanado con el distrito de Dongjak-gu de Seúl.
- En 2018 este distrito firma un acuerdo de hermanamiento con la ciudad de Liria en España.